# Martelo

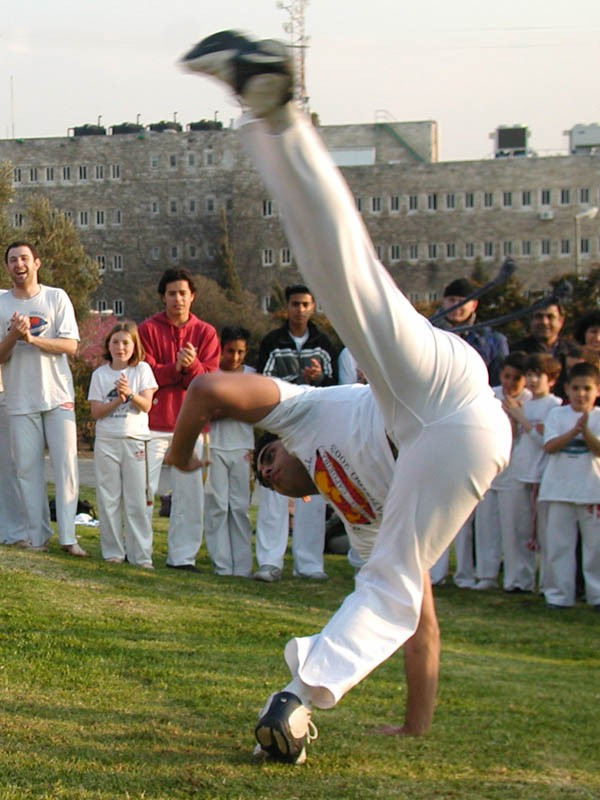
Martelo Bewegung

Der Martelo (port. für Hammer) ist ein Fußschlag im brasilianischen Kampftanz Capoeira. Es wird mit dem Rist getroffen. Man kann den Kick von vorne ausführen (port. de frente), dafür muss man mit dem hinteren Bein einen kurzen Schritt nach vorne machen und danach kicken. Es geht aber auch von hinten, direkt, also aus der Ginga-Position. Von vorne ist er stärker, von hinten dafür unerwarteter und überraschender.
Sehr ähnlich dazu ist der Doleo im Tae-Kwon-Do.